# اچ‌ام‌ان‌زداس مونوای (اف۵۹)
اچ‌ام‌ان‌زداس مونوای (اف۵۹) (به انگلیسی: HMNZS Monowai (F59)) یک کشتی است که طول آن 158.2/152.5 m (519/500 ft) می‌باشد. این کشتی در سال ۱۹۲۴ ساخته شد.